# 李春熙 (韓國)
李春熙（韓語：이춘희，1955年12月6日—），是大韓民國的政治人物，第2-3任世宗特別自治市長。

## 生平
李春熙於高麗大學修讀公共管理學學士，後在首爾大學公共管理研究生院成為公共管理碩士。2001年加入大韓民國建設交通部擔任鐵路建設規劃總監，2006年出任建設交通部次長。
2012年4月11日，李春熙在2012年大韓民國地方選舉補選中以17,349票落選首任世宗特別自治市長，但四年後的大韓民國第六屆廣域地方自治團體長選舉中他則以36,203票擊敗上屆對手、原任市長俞漢植當選世宗特別自治市長。